# Will Chalker
Will Chalker (East Sussex, 7 marzo 1980) è un supermodello inglese.

## Carriera
Nato nell'East Sussex, e con un passato di boxeur amatoriale, Will Chalker comincia la propria carriera di fotomodello all'età di venti anni nel 2000, lasciando il suo lavoro di muratore, dopo aver realizzato un book fotografico.
Da quel momento in poi, è comparso in diverse campagne pubblicitarie di numerosi marchi di moda come YSL, Perry Ellis, e Paul Smith. Dal 2003, ha inoltre sfilato per Gucci, John Galliano, D&G. Nel 2004 è diventato il primo uomo ad essere nominato come "miglior modello dell'anno", durante i British Fashion Awards.

## Agenzie
- New York Model Management
- Unique Models - Copenaghen
- Models 1 Agency - Londra
- LA Models - Los Angeles
- Mega Models Agency - Amburgo
- Fashion - Milano
- Traffic Models - Barcellona
- MGM - Parigi